# سمان مخطط
السمان المخطط (Philortyx fasciatus) هو نوع من الطيور في عائلة سمان العالم الجديد. يوجد فقط في المكسيك حيث يكون موطنه الطبيعي الغابات الجافة شبه الاستوائية أو الاستوائية، والأراضي الشجرية الجافة شبه الاستوائية أو الاستوائية، والأراضي الشجرية شبه الاستوائية أو الاستوائية المرتفعة.

## الوصف
السمان المخطط هو طائر بني وذيله طويل نسبيًا. له قمة داكنة على رأسه، وحلقه شاحب وغطاء ذيله السفلي مخطط باللونين الأسود والأبيض ويكون ريش صغارِه مخطط باللون الأبيض في البداية ولكن بعد طرح الريش في عمر ثمانية إلى اثني عشر أسبوعًا، يصبح الريش مشابهًا لريش البالغين باستثناء الوجه والحلق الأسود تقريبًا. يتطور ريش البالغين بالكامل في عمر ستة عشر إلى عشرين أسبوعًا.

## الموطن
يستوطن السمان المخطط غرب وسط المكسيك حيث موطنه الرئيسي هو الريف الجاف المليء بالشجيرات ولكنه ينتقل أحيانًا أيضًا إلى الأراضي المزروعة والمراعي. وهو أكثر شيوعًا في المنطقة المجاورة لنهر بالساس. يتراوح ارتفاع مسكنه من مستوى سطح البحر حوالي 1800 متر (5900 قدم) وهو نوع غير مهاجر.

## السلوك
يعيش السمان المخطط على الأرض، وعادة ما يوجد في مجموعات تتألف من حوالي اثني عشر طائرًا، على الرغم من أنه في بعض الأحيان يمكن رؤية مجموعات أكبر يصل عددها إلى ثلاثين طائرًا. إلا إنه طائر خجول ونادرًا ما يبتعد عن مكانِه. عندما ينزعج، يميل إلى الجري بدلاً من الطيران، ولكن عندما تطير المجموعة، تطير الأفراد في اتجاهات مختلفة مما قد يربك المفترس المحتمل. يتغذى على مجموعة متنوعة من البذور والدرنات والبراعم والحشرات. يتكاثر الطائر بين أغسطس وسبتمبر. تضع الأنثى حوالي خمس بيضات في عش مبطن بالعشب وقد يكون مسقوفًا جزئيًا وفترة الحضانة حوالي اثنين وعشرين يومًا.